# Xenocytaea stanislawi
Xenocytaea stanislawi is een spinnensoort in de taxonomische indeling van de springspinnen (Salticidae).
Het dier behoort tot het geslacht Xenocytaea. De wetenschappelijke naam van de soort werd voor het eerst geldig gepubliceerd in 2011 door Patoleta.